# Gorgasia sillneri
Gorgasia sillneri är en fiskart som beskrevs av Wolfgang Klausewitz 1962. Gorgasia sillneri ingår i släktet Gorgasia och familjen havsålar. Inga underarter finns listade i Catalogue of Life.